# Fito Páez

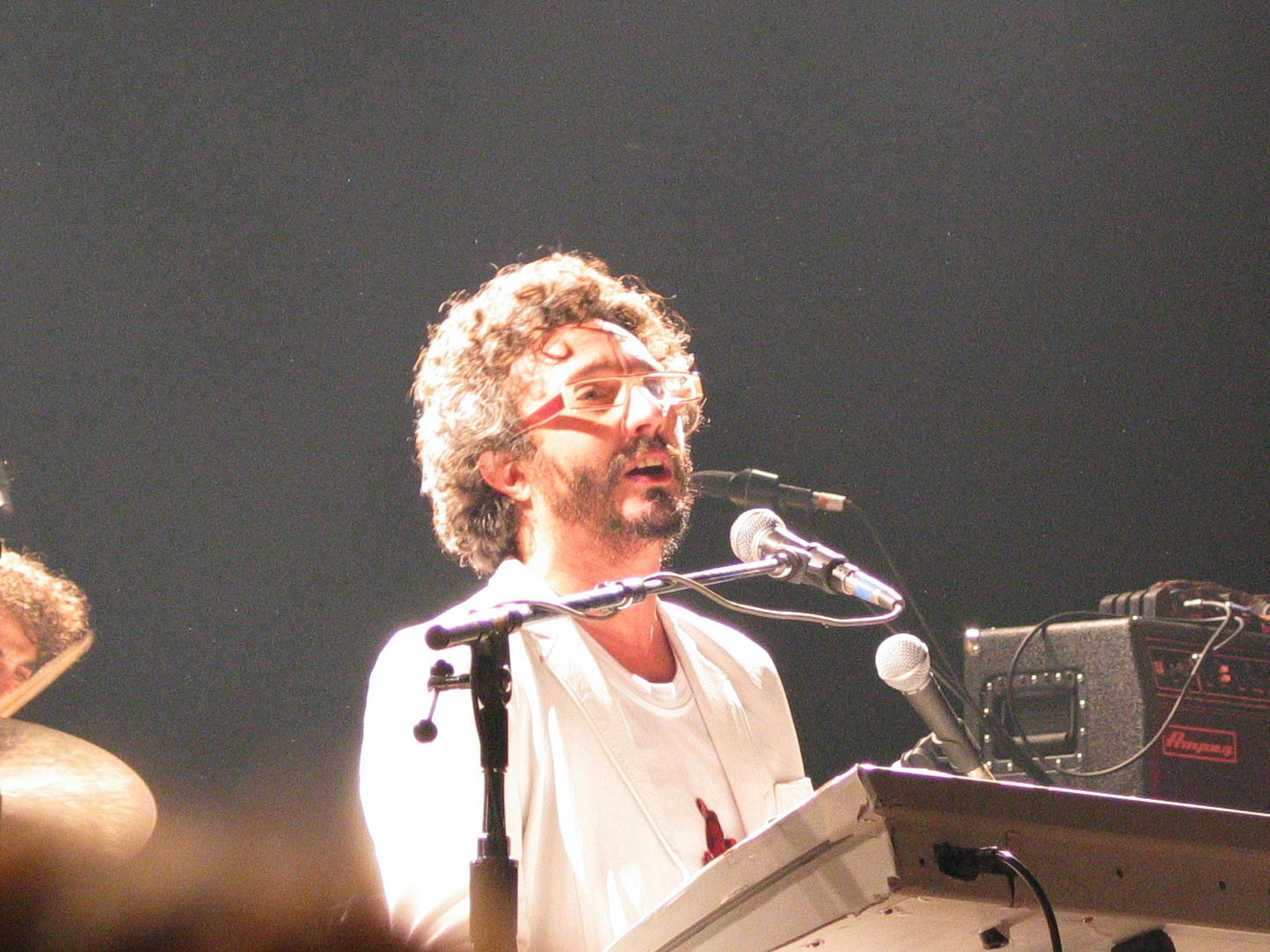
Fito Páez bei einem Live-Auftritt

Fito Páez (* 13. März 1963 in Rosario; bürgerlich Rodolfo Páez Ávalos) ist ein argentinischer Liedermacher, Sänger und Komponist, der die argentinische Rockmusik sowie insbesondere die Stilrichtung der Trova Rosarina entscheidend mitprägte.

## Leben
Schon als Kind hatte der Sohn einer Hobbypianistin sich selbst das Klavierspielen beigebracht, zunächst ohne jedoch Noten lesen zu können. Mit 14 Jahren begann Páez Klavierunterricht zu nehmen. Sein musikalisches Talent wurde bald darauf erkannt und er spielte als Jugendlicher in mehreren Folkloregruppen mit. Ebenfalls in seiner Schulzeit bekam er durch seine Tätigkeit in lokalen Rockgruppen zunehmende Anerkennung in der Szene.
Anfang der 1980er Jahre kam er mit Juan Carlos Baglietto, dem damals bekanntesten Rocksänger Rosarios, in Kontakt und spielte mit ihm zusammen einige Songs ein. Er pendelte in der Folgezeit gemeinsam mit Baglietto zwischen Rosario und Buenos Aires hin und her und konnte sich beim Rockfestival von La Falda (das einzige größere Festival zur Zeit der Militärdiktatur) erstmals Anerkennung in der landesweiten Medienlandschaft erspielen. Kurzzeitig spielte er auch in der Band von Charly García mit, die er jedoch 1984 verließ und ein Soloprojekt begründete.
Sein Debütalbum Del 63, für das er einen Plattenvertrag mit EMI erhielt, veröffentlichte er noch im selben Jahr. Es wurde ein großer kommerzieller Erfolg. In den Folgejahren nahm er neben seiner Aktivität als Rocksänger an den Veranstaltungen einer Musikergruppe teil, die einen Stil namens Trova Rosarina pflegten, in den Elemente des Tangos, der Folklore, des Jazz und der Rockmusik einflossen.
Auch in den 1990er Jahren veröffentlichte er weiterhin regelmäßig Alben und Singles, die allesamt erfolgreich waren. Er erhielt zudem einige Auszeichnungen wie etwa den Clarín-Preis zum besten Solisten im Jahr 1993. Gleichzeitig nahm er stilistische Experimente in Angriff, wie das Album Euforia (1996), das ein symphonisches Live-Album war, sowie kollaborierte er mit dem spanischen Liedermacher Joaquín Sabina.
Seit Mitte der 1990er Jahre ist Páez in ganz Lateinamerika bekannt. 2000 gewann er zwei Grammy Latinos für einen Song aus dem Album Abre (1999), einen Erfolg, den er mehrmals in den Folgejahren wiederholen konnte.

## Diskografie
- Del 63 (1984)
- Giros (1985, AR: Gold)[1]
- Corazón clandestino (1986)
- La la la (con Luis Alberto Spinetta) (1986)
- Ciudad de pobres corazones (1987, AR: Gold)
- Ey! (1988)
- Tercer mundo (1990, AR: ×2Doppelplatin )
- Cronica (1991, AR: Platin)
- El amor después del amor (1992, AR: Diamant)
- Circo beat (1994, AR: ×5Fünffachplatin )
- Euforia (1996, AR: ×2Doppelplatin )
- Enemigos íntimos (mit Joaquín Sabina) (1998)
- Abre (1999, AR: Platin)
- Rey Sol (2000, AR: Gold)
- Serie de oro grandes éxitos (2002, AR: Gold)
- Antologia (2002, AR: Gold)
- Naturaleza sangre (2003)
- Mi vida con ellas I (Livealbum, 2004)
- Mi vida con ellas II (Livealbum, 2004)
- Moda y pueblo (2005)
- El mundo cabe en una canción (2006)
- Rodolfo (2007)
- No Sé Si Es Baires o Madrid (2009, AR: Gold)